# Homosaces
Homosaces là một chi bướm đêm thuộc họ Cosmopterigidae.